# Междусимволна интерференция
Междусимволната интерференция (МСИ) е явление в телекомуникациите, което предизвиква изкривяване на приетия сигнал поради взаимодействието на предавания символ от сигнала със закъснели копия на предходни символи. МСИ влияе на сигнала като допълнителен шум в комуникационния канал. Причини за възникването на МСИ са: инерционността на канала за връзка при предаване на информация с максимално-допустима скорост, ограничена честотна лента за предаване на сигнала, неидеална (неравномерна)амплитудно-честотна характеристика и нелинейна фазово-честотна характеристика на канала за връзка.